# North Northumberland Football League
North Northumberland Football League là một giải bóng đá Anh và trên 100 năm tuổi, được xem là một trong những giải nghiệp dư lâu nhất nước Anh.
Giải có 2 hạng đấu, cao nhất là, Division One, nằm ở Cấp độ 14 trong Hệ thống các giải bóng đá ở Anh và góp đội cho Northern Alliance. Giải đấu bao gồm các đội bóng ở giữa sông Tweed và sông Wansbeck.
Các đội bonngs tham gia Northumberland FA Minor Cup cũng như 6 giải cup khác trong giải: Bilclough Cup, Sanderson Cup, Anderson Cup, Runciman Cup và Robson Cup.

## Các đội vô địch gần đây
| Mùa giải | Division One                      | Division Two             |
| -------- | --------------------------------- | ------------------------ |
| 2006–07  | Amble United                      | Hedgeley Rovers          |
| 2007–08  | Stobswood Welfare                 | Bedlington Terrier Dự bị |
| 2008–09  | Ashington Booze Brothers Athletic | Alnwick Town Dự bị       |
| 2009–10  | Rothbury                          | Lynemouth Institute      |
| 2010–11  | Alnwick Town Dự bị                | Wooler                   |
| 2011-12  | Wooler                            | Red Row Welfare          |
| 2012-13  | AFC Newbiggin                     | Tweedmouth Rangers       |
| 2013-14  | Shilbottle Colliery Welfare       | Wansbeck                 |
| 2014-15  | Alnmouth United                   | Amble St. Cuthbert       |

## Các câu lạc bộ mùa giải 2015–16
Division One
- Alnwick Town Dự bị
- Amble St. Cuthbert
- Bamburgh Castle
- Bedlington Breakers
- Belford
- Lowick United
- North Sunderland
- Red Row Welfare
- Rothbury
- Tweedmouth Rangers

Division Two
- Alnmouth
- Ashington Town Central
- Bedlington Forresters
- Craster Rovers
- Embleton Whinstone Rovers
- Highfields United
- Spittal Rovers
- Springhill Berwick
- Tweedmouth Harrow
- Wooler